# روي فولر (منافس ألعاب قوى)
روي فولر (بالإنجليزية: Roy Fowler) هو منافس ألعاب قوى بريطاني، ولد في 26 مارس 1934، وتوفي في 27 يونيو 2009 في ليك في المملكة المتحدة.

## وصلات خارجية
- روي فولر على موقع ThePowerOf10.info (الإنجليزية)